# Байрам Оздемір
Байрам Оздемір (тур. Bayram Özdemir; нар. 1 січня 1976, Іскіліп, іл Чорум) — турецький борець греко-римського стилю, переможець та бронзовий призер чемпіонатів Європи, переможець та срібний призер Кубків світу, учасник Олімпійських ігор.

## Біографія
Боротьбою почав займатися з 1989 року. 1992 виграв чемпіонат світу серед кадетів. 1993 став віце чемріоном Європи серед юніорів. 1994 здобув золоту медаль на чемпіонаті світу серед юніорів. Виступав за клуб «Konya Seker Spor», Конья. Тренер — Ердоган Коцак.
Занічив факультет фізичного виховання університету Газі в Анкарі.

## Виступи на Олімпіадах
| Змагання                    | Збірна    | Вагова категорія | Місце |
| --------------------------- | --------- | ---------------- | ----- |
| Літні Олімпійські ігри 1996 | Туреччина | 48 кг            | 11    |

На Олімпіаді в Атланті здолав мексиканця Енріке Аквілара і болгарина Братана Ценова, але поступився греку Варнтану Ангакацаньяну і російському спортсмену Зафару Гулієву та вибув з подальших змагань, посівши 11 місце.

## Виступи на Чемпіонатах світу
| Змагання                        | Збірна    | Вагова категорія | Місце |
| ------------------------------- | --------- | ---------------- | ----- |
| Чемпіонат світу з боротьби 1994 | Туреччина | 48 кг            | 4     |
| Чемпіонат світу з боротьби 1995 | Туреччина | 48 кг            | 7     |
| Чемпіонат світу з боротьби 2001 | Туреччина | 54 кг            | 14    |
| Чемпіонат світу з боротьби 2005 | Туреччина | 55 кг            | 16    |
| Чемпіонат світу з боротьби 2006 | Туреччина | 55 кг            | 26    |

## Виступи на Чемпіонатах Європи
| Змагання                         | Збірна    | Вагова категорія | Місце  |
| -------------------------------- | --------- | ---------------- | ------ |
| Чемпіонат Європи з боротьби 1994 | Туреччина | 48 кг            | 7      |
| Чемпіонат Європи з боротьби 1995 | Туреччина | 48 кг            | 7      |
| Чемпіонат Європи з боротьби 1996 | Туреччина | 48 кг            | 10     |
| Чемпіонат Європи з боротьби 2000 | Туреччина | 54 кг            | 11     |
| Чемпіонат Європи з боротьби 2003 | Туреччина | 55кг             | 5      |
| Чемпіонат Європи з боротьби 2004 | Туреччина | 55 кг            | Золото |
| Чемпіонат Європи з боротьби 2005 | Туреччина | 55 кг            | Бронза |
| Чемпіонат Європи з боротьби 2006 | Туреччина | 55 кг            | 5      |
| Чемпіонат Європи з боротьби 2011 | Туреччина | 55 кг            | 12     |

## Виступи на Кубках світу
| Змагання                    | Збірна    | Вагова категорія | Місце  |
| --------------------------- | --------- | ---------------- | ------ |
| Кубок світу з боротьби 2001 | Туреччина | 54 кг            | Срібло |
| Кубок світу з боротьби 2002 | Туреччина | 55 кг            | 6      |
| Кубок світу з боротьби 2003 | Туреччина | 55 кг            | 6      |
| Кубок світу з боротьби 2006 | Туреччина | 55 кг            | Золото |
| Кубок світу з боротьби 2011 | Туреччина | 55 кг            | 14     |

## Виступи на інших змаганнях
| Змагання                                                  | Збірна    | Вагова категорія | Місце  |
| --------------------------------------------------------- | --------- | ---------------- | ------ |
| Гран-прі Німеччини з боротьби 1995                        | Туреччина | 48 кг            | 4      |
| Чемпіонат світу серед студентів 1998                      | Туреччина | 54 кг            | Золото |
| Чемпіонат світу серед студентів 2000                      | Туреччина | 58 кг            | Бронза |
| Чемпіонат світу з боротьби серед військовослужбовців 2003 | Туреччина | 55 кг            | Золото |
| Гран-прі Німеччини з боротьби 2005                        | Туреччина | 55 кг            | 7      |
| Чемпіонат світу з боротьби серед військовослужбовців 2006 | Туреччина | 55 кг            | Срібло |
| Олімпійський кваліфікаційний турнір 2008                  | Туреччина | 55 кг            | 10     |
| Золотий Гран-прі з боротьби 2008                          | Туреччина | 55 кг            | 10     |
| Турнір Вехбі Емре 2011                                    | Туреччина | 55 кг            | Бронза |
| Золотий Гран-прі з боротьби 2012                          | Туреччина | 66 кг            | 25     |